# Snowbirds (aéronautique)
Pour les articles homonymes, voir Snowbird.
Officiellement connu sous le nom de 431e escadron de démonstration aérienne (431 EDA), les Snowbirds est la patrouille acrobatique officielle du Canada. Elle est basée sur la base militaire de Moose Jaw en Saskatchewan. La patrouille utilise le CT-114 Tutor pour ses spectacles. Cet avion était l'avion utilisé pour la formation de tous les pilotes des Forces canadiennes jusqu'à l'année 2000. Elle a onze avions au total, neuf dans l'escadron principal et deux avions supplémentaires, utilisés par les coordinateurs de l'équipe. Quatre-vingts membres des Forces canadiennes travaillent avec l'équipe à temps plein. De ce nombre, vingt-quatre membres des FC sont sur l'équipe qui voyage durant la saison. Les Snowbirds est la seule équipe majeure de démonstration militaire à se déplacer sans un avion de transport d'appuis technique.

## Galerie

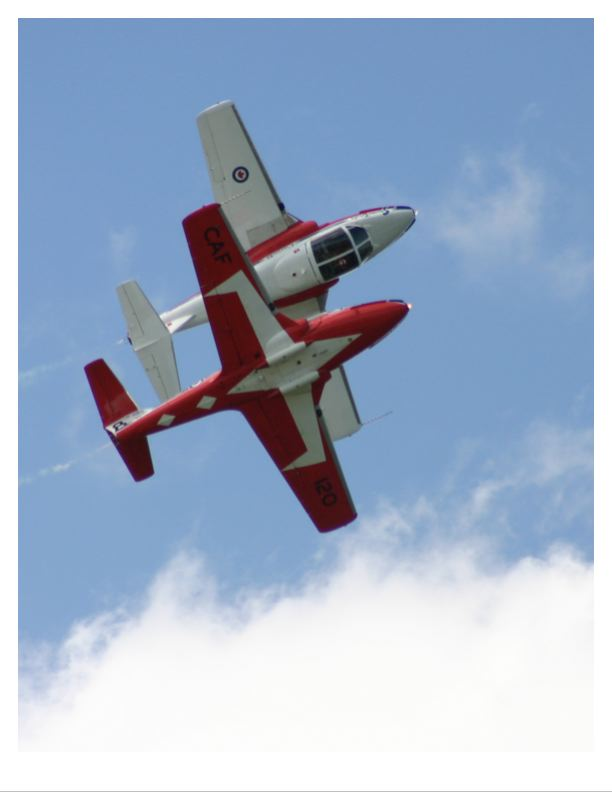
Les Snowbirds.
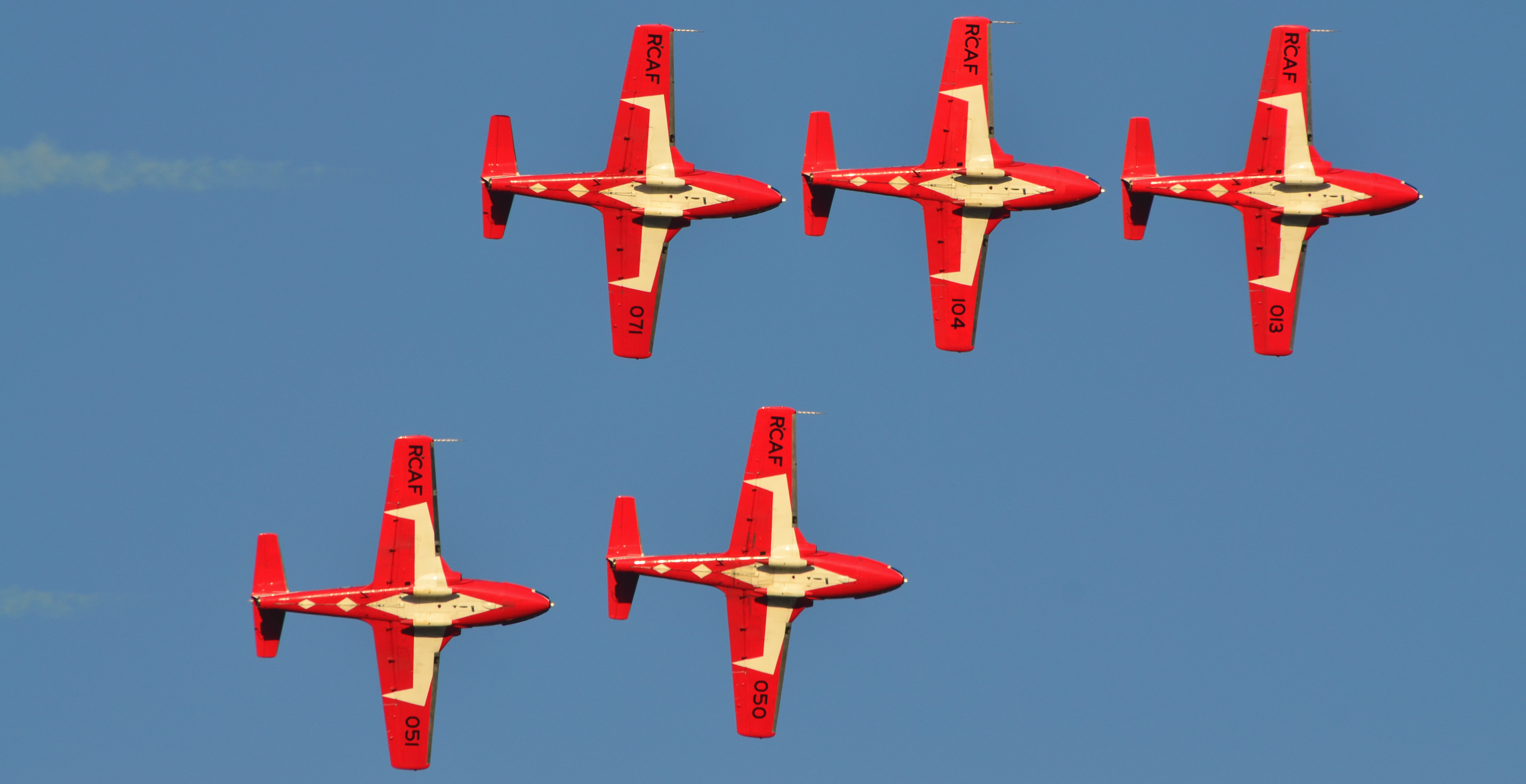
Les Snowbirds lors d'un spectacle aérien à Québec.
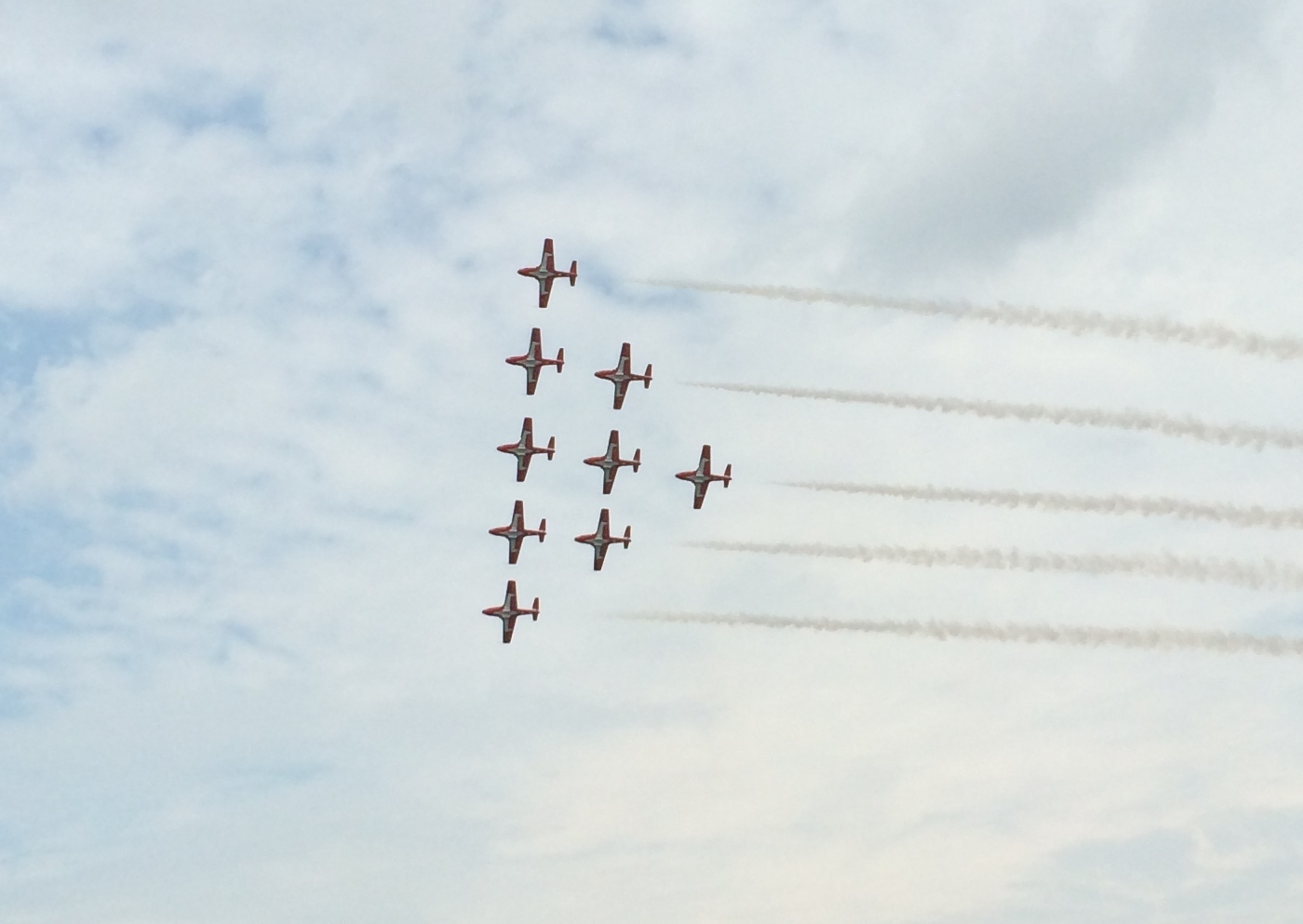
Les Snowbirds lors de l'aérofête de Saint-Georges de Beauce.